# 7781 Таунсенд
7781 Таунсенд (7781 Townsend) — астероїд головного поясу, відкритий 19 серпня 1993 року.
Тіссеранів параметр щодо Юпітера — 3,818.